# Turakoer
Turakoer (latin: Musophagiformes) er en fugleorden med kun en familie – Musophagidae
Tidligere var familien Musophagidae placeret i Gøgefugle ordenen (Cuculiformes).

## Klassifikation
- Familie Turakoer Musophagidae
  - Underfamilie Turakoer Musophaginae
    - Grøntoppet turako, Tauraco persa
    - Livingstones turako, Tauraco livingstonii
    - Spidstoppet turako, Tauraco schalowi
    - Kapturako, Tauraco corythaix
    - Sortnæbbet turako, Tauraco schuettii
    - Hvidtoppet turako, Tauraco leucolophus
    - Fischers turako, Tauraco fischeri
    - Gulnæbbet turako, Tauraco macrorhynchus
    - Camerounturako, Tauraco bannermani
    - Angolaturako, Tauraco erythrolophus
    - Hartlaubs turako, Tauraco hartlaubi
    - Hvidkindet turako, Tauraco leucotis
    - Etiopisk turako, Tauraco ruspolii
    - Violettoppet turako, Tauraco porphyreolophus
    - Ruwenzoriturako, Ruwenzorornis johnstoni
    - Violturako, Musophaga violacea
    - Gulmasket turako, Musophaga rossae

  - Underfamilie Larmfugle Criniferinae
    - Kæmpeturako, Corythaeola cristata
    - Maskelarmfugl, Corythaixoides personatus
    - Grå larmfugl, Corythaixoides concolor
    - Hvidbuget larmfugl, Corythaixoides leucogaster
    - Vestlig larmfugl, Crinifer piscator
    - Østlig larmfugl Crinifer zonurus